# منخوب (وادي العين)
'

تعديل مصدري - تعديل

منخوب هي إحدى قرى عزلة وادي العين بمديرية حورة التابعة لمحافظة حضرموت، بلغ تعداد سكانها 187 نسمة حسب تعداد اليمن لعام 2004.